# Nécropole nationale de Méry-la-Bataille
La nécropole nationale de Méry-la-Bataille est un cimetière militaire  de la Première Guerre mondiale situé sur le territoire de la commune de Méry-la-Bataille dans le département de l'Oise.

## Historique
La nécropole nationale de Méry-la-Bataille a été créée en 1919. La majorité des corps qui y sont inhumés sont ceux de soldats français tués au cours de la bataille du Matz de juin 1918.
De 1919 à 1921 puis en 1934-1935, on a transféré dans la nécropole de Méry, des dépouilles de soldats provenant des cimetières de  Courcelles-Epayelles, Léglantiers, Méry, Montiers, Moyenneville, Rollot, Rouvillers, Rouvroy-les-Merles et Wacquemoulin.

## Caractéristiques
La nécropole nationale a une superficie de 0,62 ha et rassemble 1 539 dépouilles de soldats français, 1 285 en tombes individuelles et 254 en ossuaire  . Le corps d'un soldat français de la Seconde Guerre mondiale repose également dans ce cimetière.
Une stèle à la mémoire des combattants de l'artillerie spéciale française en juin 1918 a été érigée dans l'enceinte de la nécropole.